# Federico Ferrini
Federico Ferrini (Villa Ballester, Buenos Aires, 26 de abril de 1983) es un ex baloncestista argentino que jugaba en la posición de escolta o alero. Fue reconocido por la prensa especializada como el Jugador Revelación de la Liga Nacional de Básquet en la temporada 2007-08.

## Trayectoria
Federico Ferrini es hijo del exbaloncestista Jorge Ferrini, de quien heredó su apodo. Durante su infancia jugó al baloncesto en los clubes en los que su padre también jugaba, hasta que a los 12 años se instaló en Córdoba y se unió a las divisiones formativas del club Matienzo. Luego pasaría a Unión Eléctrica, club con el que actuó en torneos regionales. 
A mediados de 2003 asistió a un campo de reclutamiento del Benetton Treviso, pero el club no le ofreció un contrato. De todos modos representantes del Aurora Basket Jesi -equipo que en esa época militaba en la Legadue- vieron potencial en él y le ofrecieron sumarse a sus filas. Ferrini finalmente optó por regresar a su país e incorporarse a Gimnasia y Esgrima de Comodoro Rivadavia, por lo que hizo su debut en la Liga Nacional de Básquet en la temporada 2003-04.
Sin mucho lugar en el equipo patagónico, aceptó jugar en el Torneo Nacional de Ascenso para Ferro. Luego de dos años en el club porteño fichó con El Nacional Monte Hermoso. Ferrini tendría un papel protagónico en la conquista que hizo su equipo del título de la temporada 2006-07 del TNA. En la siguiente temporada, ya en la LNB, el jugador seguiría demostrando su nivel como baloncestista, motivo por el cual fue reconocido como la Revelación de la Liga Nacional de Básquet de la temporada. 
En 2008 regresó a Córdoba al ser fichado por Atenas. En esa oportunidad formó parte de un plantel dirigido por Rubén Magnano que terminó por consagrarse campeón de la temporada. Ferrini dejó Atenas en 2010 y registró pasos por otros equipos de la LNB como La Unión de Formosa, Sionista, Bahía Basket y Lanús, antes de retornar al equipo cordobés en marzo de 2014 para sustituir a Matías Lescano.
En la siguiente temporada regresó al TNA como jugador de San Isidro. Concluyó el certamen con promedios de 8.2 puntos, 5.4 rebotes, 2.3 asistencias y 1.5 robos por partido en 44 presentaciones. Sin embargo su club no renovó su vínculo con él y tampoco recibió ofertas de contratación de equipos del TNA o de la LNB, por lo que el último semestre de 2015 permaneció inactivo como agente libre. Salió de esa condición a fines de diciembre de ese año cuando el club entrerriano Capuchinos lo incorporó a su plantel para afrontar la segunda mitad del Torneo Federal de Básquetbol. Ferrini permanecería jugando en equipos de la categoría -Lobos Athletic y Ameghino de Villa María- hasta que en septiembre de 2017 hizo un nuevo retorno al TNA como refuerzo de Petrolero Argentino.
Al concluir la temporada, Ferrini continuó su carrera en equipos del TFB como Sarmiento de Formosa, Peñarol de Rosario del Tala y Fusion NB de San Miguel de Tucumán, pasando luego a la Liga Cordobesa de Básquet al ser contratado por Velez Sarsfield de Oliva. A comienzos de 2022 se incorporó a Racing de Córdoba, equipo con el que consiguió el ascenso a la segunda categoría de la Asociación Cordobesa de Basquetball.  

## Palmarés

### Clubes
- Torneo Nacional de Ascenso
  - El Nacional Monte Hermoso - 2006-07
- Liga Nacional de Básquet: 
  - Atenas - 2008-09

### Individuales
- Jugador Revelación de la Liga Nacional de Básquet - 2007-08